# Арло, Сванн
Сванн Арло (фр. Swann Arlaud; род. 30 ноября 1981, Фонтене-о-Роз, Франция) — французский актёр.

## Биография
Сванн Арло родился 30 ноября 1981 года в Фонтене-о-Роз, департамент О-де-Сен во Франции. Его мать — Татьяна Виале, кастинг-директор, дочь французского актёра Макса Виаля (1934—2000); отчим — известный кинооператор Бруно Нюйттен.
Свою актёрскую карьеру Сван начал с участия в рекламных роликах и небольших ролей в фильмах, среди которых «Бунт детей», «Медведь на сцене» и «Серые души». Параллельно со съёмками актёр изучал декоративное искусство в Страсбурге.
С начала 2000-х годов Сван Арло сыграл ряд незначительных ролей на телевидении, в частности в сериалах «Криминальная полиция» (фр. PJ), «Так поступают настоящие женщины», «Центральная ночь» и «Стажеры: Первые шаги в полиции», а также одну из главных ролей в фильме «Раскаявшийся». В 2010 году Сван получил главную роль в фильме «Анонимные романтики» Жан-Пьера Амери. В фильме также приняли участие Бенуа Пульворд, Изабель Карре и другой молодой актёр — Пьер Нине. В этом же году актёр снялся в фильмах «Необычайные приключения Адель» Люка Бессона, «Прекрасная заноза» Ребекки Злотовски и «Чёрные небеса» Жиля Маршана.
В 2012 году Сванн Арло снялся вместе с Жераром Депардьё, Эмманюэль Сенье и Марк-Андре Гронденон в экранизации романа Виктора Гюго «Человек, который смеётся», снятую Жан-Пьером Амери.
В 2015 году Арло сыграл одну из главных ролей в фильме Эли Важемана «Анархисты» вместе с Тахаром Рахимом, Экзаркопулос и Гийомом Гуи. За работу в этой картине актёр был номинирован на кинопремию «Сезар» 2016 года на номинации «Самый перспективный актёр». В этом же году актёр сыграл одну из ролей в фантастическом триллере режиссёра-дебютанта Клемана Кожитора «Ни на небесах, ни на земле», где его партнёрами по съёмочной площадке были Жереми Ренье, Кевин Азаис и Финнегэн Олдфилд.

## Фильмография
| Год  |   | Русское название              | Оригинальное название                           | Роль         |
| ---- | - | ----------------------------- | ----------------------------------------------- | ------------ |
| 2010 | ф | Анонимные романтики           | Les émotifs anonymes                            | Антуан       |
| 2010 | ф | Необычайные приключения Адель | Les aventures extraordinaires d'Adèle Blanc-Sec |              |
| 2013 | ф | Михаэль Кольхаас              | Age of Uprising: The Legend of Michael Kohlhaas | барон        |
| 2023 | ф | Анатомия падения              | Anatomy of a Fall                               | Венсан Рензи |